# فرقه محمد بن علی هادی
فرقه محمد بن علی هادی (سبعه دجیل) یکی از فرقه های شیعه بود که به امامت محمد بن علی هادی و اینکه او مهدی منتظر است و نمرده است، اعتقاد داشتند. طبق منابع شیعه، پیروان این گروه مانند اسماعیلیه هستند که از پذیرش مرگ او در زمان حیات پدرش خودداری کردند و بر اعتقاد به حیات، غیبت و مهدویت او اصرار ورزیدند. این بر اساس وصیت پدرش به اوست. فرقه شیعه دوازده امامی می‌گوید که او در سال ۲۵۴ هجری قمری در سن ۴۱ سالگی درگذشته است، در حالی که گروه منتسب به او اصرار دارند که او هنوز زنده است و او مهدی منتظر است. در همین حال، گروه دیگری از شیعیان به نام نفیسیه معتقدند که محمد بن علی الهادی توسط پدرش، علی الهادی، به عنوان امام منصوب شده است. سپس، پیش از مرگ محمد بن علی الهادی، برادرش جعفر بن علی را به عنوان امام منصوب کرد. شایان ذکر است که فرقه شیعه نفیسی امامت حسن عسکری را انکار کردند.